# Olive Township (Iowa)
Die Olive Township ist eine von 18 Townships im Clinton County im Osten des US-amerikanischen Bundesstaates Iowa.

## Geografie
Die Olive Township liegt im Osten von Iowa am nördlichen Ufer des Wapsipinicon River, einem rechten Nebenfluss des rund 45 km östlich gelegenen Mississippi, der die Grenze zu Illinois bildet. Die Grenze zu Wisconsin befindet sich rund 90 km nördlich.
Die Olive Township liegt auf 41°48′25″ nördlicher Breite und 90°43′28″ westlicher Länge und erstreckt sich über 108,14 km². 
Die Olive Township liegt im Südwesten des Clinton County und grenzt im Süden an den Wapsipinicon River, der die Grenze zum Scott County bildet. Innerhalb des Clinton County grenzt die Olive Township im Westen an die Spring Rock Township, im Nordwesten an die Liberty Township, im Norden an die Grant Township und im Osten an die Orange Township.

## Verkehr
Durch die Olive Township verläuft in west-östlicher Richtung der U.S. Highway 30. Alle weiteren Straßen sind County Roads sowie weiter untergeordnete und zum Teil unbefestigte Fahrwege.
Parallel zum Highway 30 verläuft eine Eisenbahnlinie der Union Pacific Railroad.
Der nächstgelegene Flugplatz ist der rund 35 km östlich der Township gelegene Clinton Municipal Airport; der nächstgelegene größere Flughafen ist der rund 50 km südöstlich gelegene Quad City International Airport.

## Bevölkerung
Bei der Volkszählung im Jahr 2010 hatte die Township 819 Einwohner. Neben Streubesiedlung existiert in der Olive Township mit Calamus eine selbstständige Kommune (mit dem Status „City“).